# Илијас Ахомаш
Илијас Ахомаш Чакур (арап. إلياس آخوماش شكور; Елс Остелетс де Пијерола, 16. април 2004) је марокански фудбалер који тренутно наступа за Виљареал. Игра на позицији десног крила.